# فانسكوي (ساسكتشوان)
فانسكوي (بالإنجليزية: Vanscoy, Saskatchewan)‏ هي منطقة سكنية تقع في كندا في ساسكاتشوان. يقدر عدد سكانها بـ 339 نسمة .